# 31. вечити дерби у фудбалу
31. вечити дерби у фудбалу је фудбалска утакмица одиграна у Београду 28. октобра 1962. године, између Црвене звезде и Партизана. Утакмица се завршила резултатом 5 : 0 (2 : 0) за Партизан.